# Salve María
Salve María es una película española de habla catalana de drama psicológico y thriller psicológico de 2024, dirigida por Mar Coll, quien la coescribió junto a Valentina Viso, basada en la novela Las madres no de la escritora Katixa Agirre. Está protagonizada por Laura Weissmahr y Oriol Pla. Se estrenó en el Festival Internacional de Cine de Locarno el 8 de agosto de 2024, y tiene previsto su estreno en cines españoles para el 31 de octubre de 2024, con distribución de Elastica.

## Trama
María (Laura Weissmahr), una joven escritora que acaba de ser madre, se topa con la noticia de un suceso estremecedor: una mujer francesa ha ahogado a sus gemelos de 10 meses en la bañera. María se obsesiona con la infanticida, ¿por qué los mató? A partir de ese momento, la sombra del infanticidio la acechará como una vertiginosa posibilidad.

## Reparto
- Laura Weissmahr como María Aguirre
- Oriol Pla como Nico

## Producción
En enero de 2024, se anunció que una adaptación a cine de habla catalana de la novela Las madres no, de la escritora vasca Katixa Agirre, había comenzado su rodaje bajo la dirección de Mar Coll. Laura Weissmahr y Oriol Pla fueron anunciados como los actores protagonistas del proyecto. El rodaje de la película concluyó en marzo de 2024. Entre las localizaciones del rodaje de la película se incluyen Barcelona, Vall de Boí y Tarragona. En julio de 2024, se anunció que el título de la película había cambiado a Salve María.
El presupuesto total de Salve María es de 2.7 millones de euros, incluyendo 680.000 euros procedentes de las ayudas generales del ICAA.

## Lanzamiento y marketing
En julio de 2024, se anunció que Salve María tendría su estreno en el Festival Internacional de Cine de Locarno el 8 de agosto de 2024. El 17 de octubre de 2024, Elastica lanzó el tráiler de la película y programó su estreno en cines de España para el 31 de octubre de 2024.

## Premios
XXXIX edición de los Premios Goya
| Categoría               | Candidata               | Resultado |
| ----------------------- | ----------------------- | --------- |
| Mejor actriz revelación | Laura Weissmahr         | Ganadora  |
| Mejor guion adaptado    | Mar Coll Valentina Viso | Nominadas |

69.ª edición de los Premios Sant Jordi
| Categoría                         | Candidata       | Resultado |
| --------------------------------- | --------------- | --------- |
| Mejor actriz en película española | Laura Weissmahr | Ganadora  |

- Premio Gaudí  Mejor Guion 2025 adaptado a Mar Coll y Valentina Viso. [14]
- Premio Gaudí Mejor Interpretación Revelación 2025 a Laura Weissmahr. [14]
- Premio Feroz Mejor Película Dramática 2025. Dirección: Mar Coll.